# Herold (Thum)
Herold ist ein Ortsteil der sächsischen Stadt Thum im Erzgebirgskreis.

## Geografie

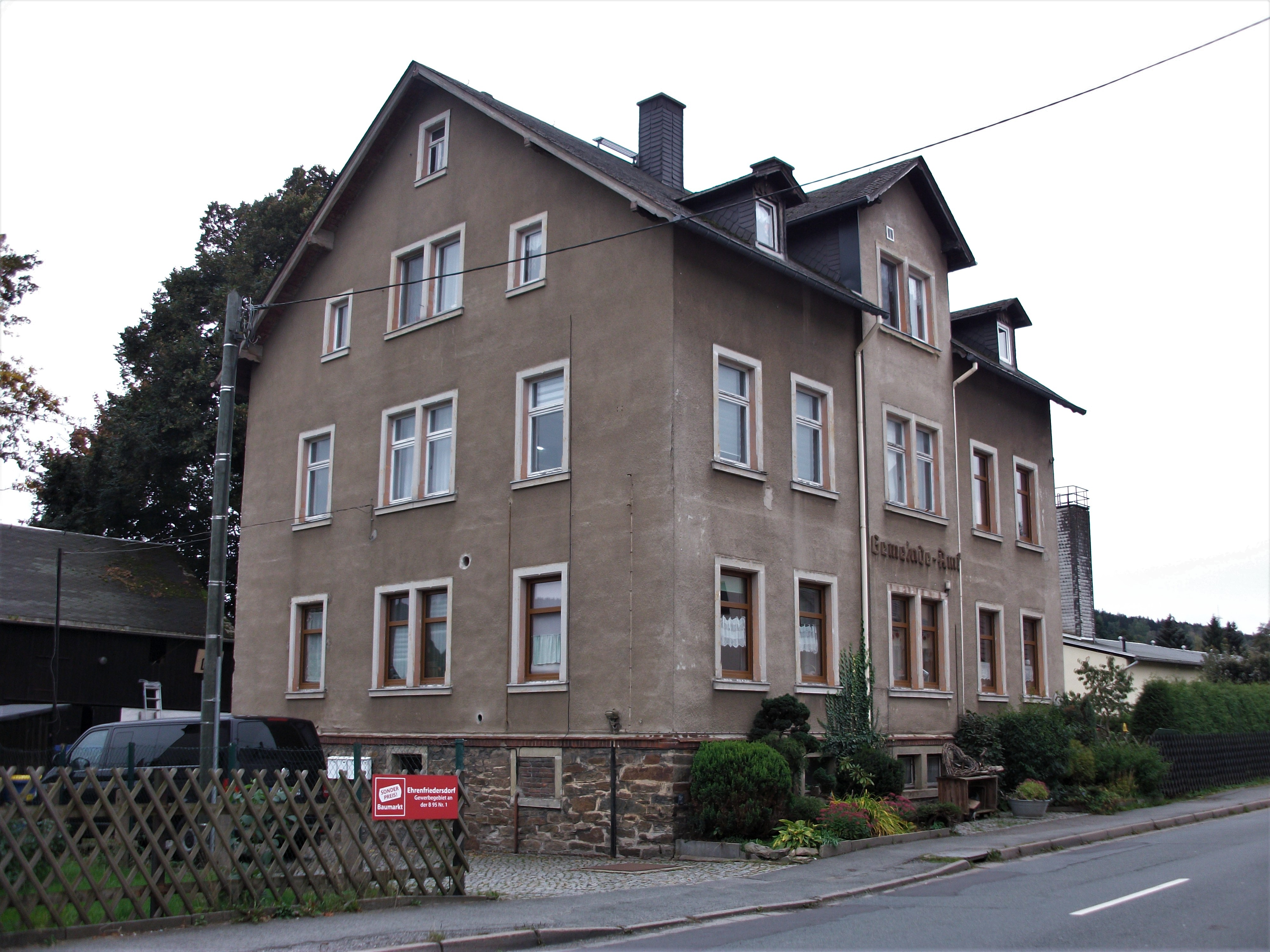
Gemeindeamt Herold

### Lage
Herold liegt etwa 3 Kilometer nördlich von Ehrenfriedersdorf im Erzgebirge. Die Ortslage erstreckt sich über etwa 2,5 Kilometer beiderseits der Wilisch, einem Nebenfluss der Zschopau. Ein kleiner Siedlungsteil zieht sich an der Straße nach Drebach ein kurzes Stück den Hang hinauf.
Durch den Ort führt die Staatsstraße 232 Weißbach–Bundesstraße 95, von ihr zweigen innerhalb der Ortslage die S 233 nach Dorfchemnitz sowie die Kreisstraße 8106 ins benachbarte Drebach ab.

### Nachbarorte
| Gelenau | Spinnerei                                   | Venusberg |
| Thum    | Kompassrose, die auf Nachbargemeinden zeigt | Drebach   |
|         | Ehrenfriedersdorf                           |           |

## Geschichte

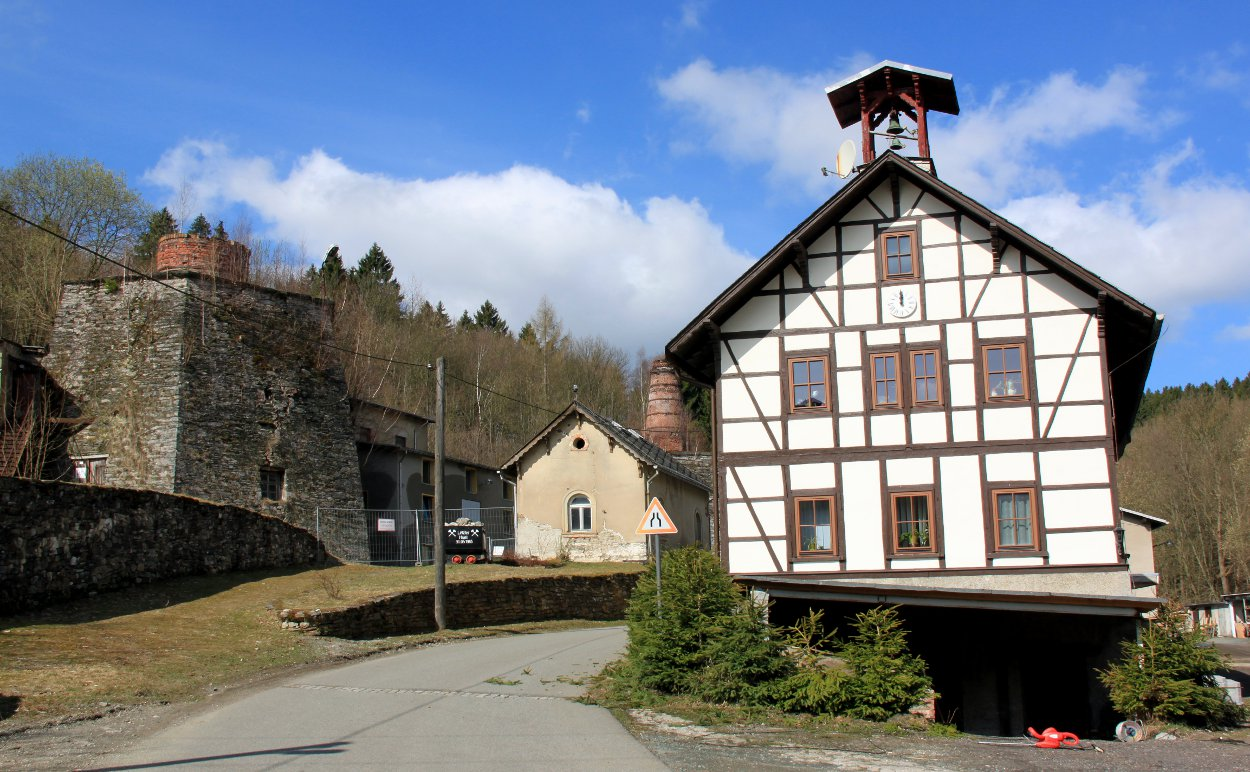
Hauptgebäude und Kalköfen des ehemaligen Kalkwerks Herold

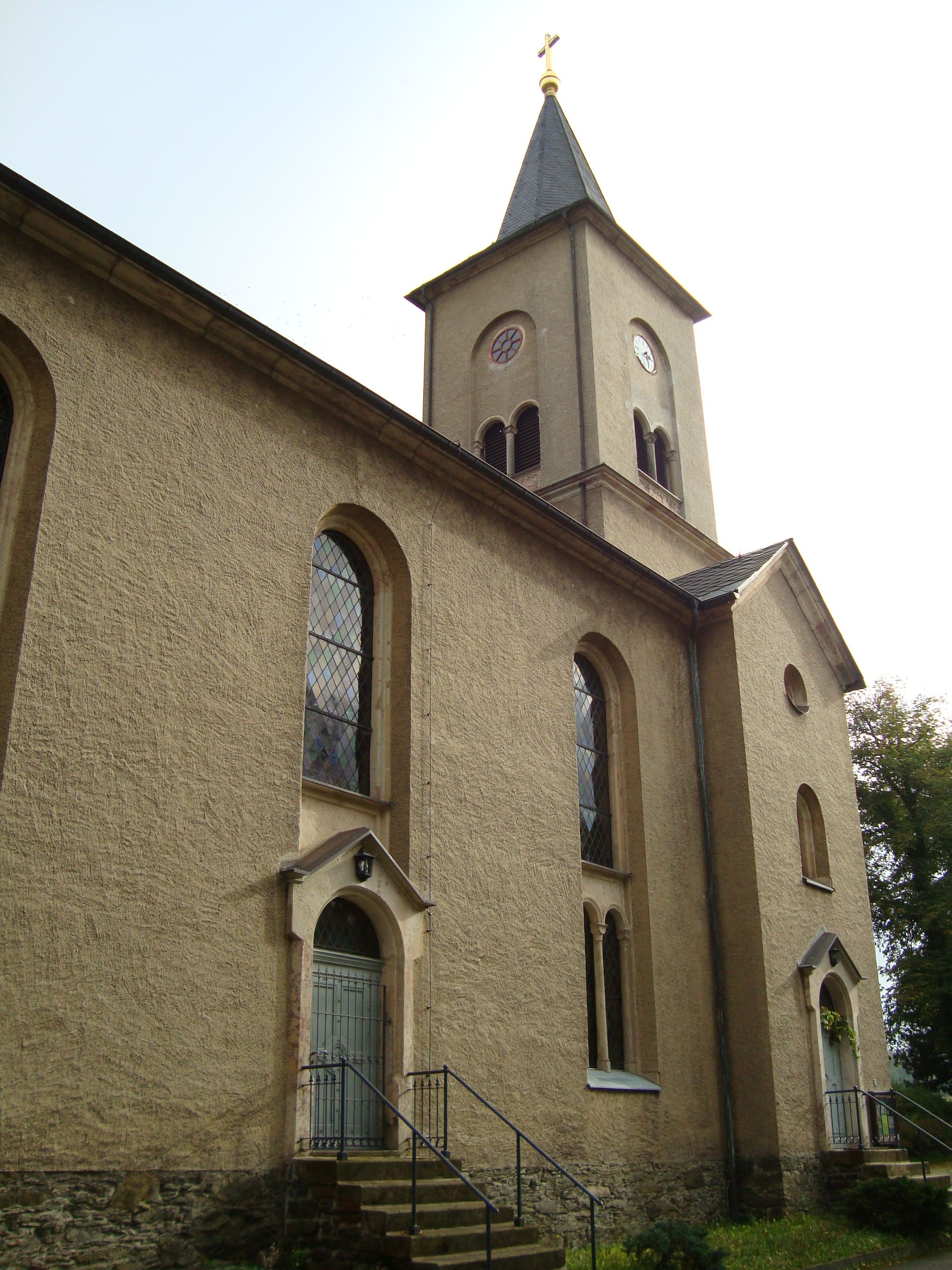
Kirche zum heiligen Kreuz Herold

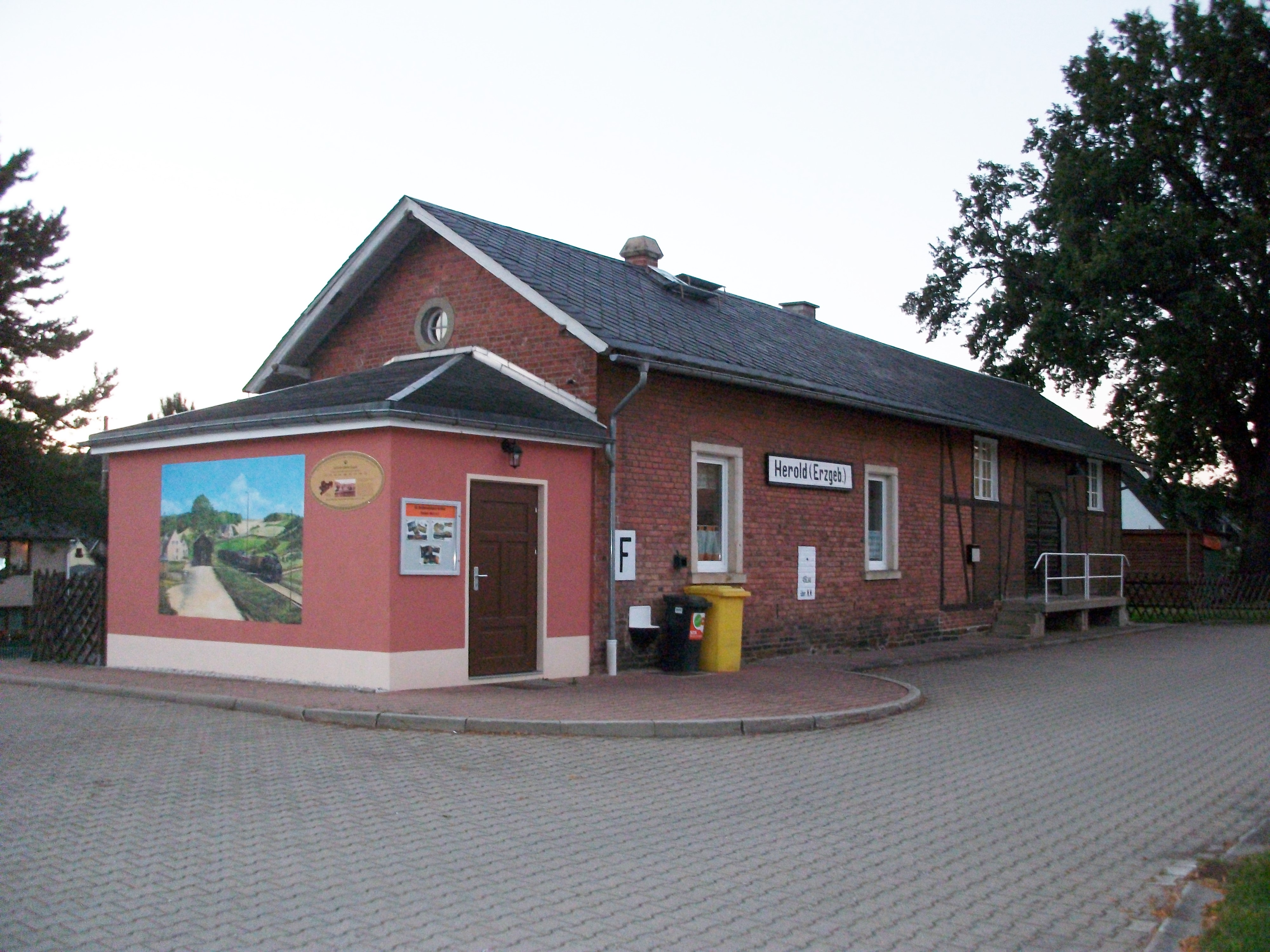
Bahnhof Herold (Erzgeb), Empfangsgebäude (2016)

Die erste urkundliche Erwähnung als Herult datiert auf den 8. April 1386. Markgraf Wilhelm I. von Meißen wies der Witwe Anargs von Waldenburg die Herrschaft Scharfenstein mit dazugehörigen Dörfern, darunter Herold, als Witwensitz zu. August Schumann nennt 1817 im Staats-, Post- und Zeitungslexikon von Sachsen Herold betreffend u. a.: 

„Es hat 43 Häuser […] und 273 Einwohner. Das Dorf gehört zum neuschriftsässigen Rittergute Thum und ist nach Drebach eingepfarrt. Unter den Gebäuden ist die herrschaftl. Schenke mit dem Brau- und Tuchhause, der zugleich Accise-Einnehmer ist; eine Mahlmühle mit 2 Gängen und Oelmühle in Oberherold, (welche am 15ten Oktober 1810 abbrannte) und eine Mahlmühle mit 1 Gange und Schneidemühle in Nieder-Herold, wo auch das herrschaftl. Kalkbruchhaus sich befindet. Unter den Einwohnern sind 12 Bauern, alles Viertelhüfner, zu Ober-Herold und 25 Häusler zu Ober-, so wie 3 Häusler zu Nieder-Herold. Der Ort hat einen Mahlrichter mit 2 Schöppen, 1 Kirchenvorsteher in Drebach und 2 Gemeindevorsteher. Die Einwohner besitzen 4 Pferde, 14 Ochsen und 36 Kühe; sie sind belegt mit 175 gangbaren Schocken, 3 Magazin-, 3 Spann-, 4½ Marsch- und 4½ Kirchenhufen. Laut einem Privilegium des Kurfürsten Johann Georg vom 21sten Januar 1684 hat der Ort das Recht, jährlich am 15ten Oktober (oder Montags nach Burkhard) einen Jahrmarkt zu halten. […] Er ist ansehnlich und wird stark frequentiert. […] In Nieder-Herold sind verschiedene herrschaftliche Kalkbrüche mit zwei Kalköfen. Die vorigen Kalkbrüche dieses Ortes waren sehr berühmt, sind aber in neuern Zeiten eingegangen. Die neuentdeckten ersetzen sie aber vollkommen. In den ältesten Zeiten hat Herold auch einige Erzgruben gehabt, die aber aus Mangel an Gewerkschaft liegen bleiben. Dermalen bestehet die Handarbeit der Einwohner in Garnspinnen zu Klöppelzwirn für die Verleger in Drebach.“

1862 begann der Bau der Kirche „Zum Heiligen Kreuz“, welche 1864 geweiht wurde. Der Entwurf  stammte vom Brandversicherungsinspektor Karl Friedrich Emil Gutwasser aus Zwickau. Die drei Glasfenster, die Christus, Paulus und Petrus zeigen, schuf Paul Händler. Kirchbau und Eigenständigkeit der Herolder Kirchgemeinde waren vor allen Dingen durch den Aufschwung der Baumwollspinnerei in Venusberg und dem damit verbundenen Bevölkerungswachstum möglich. Seit 1949 befinden sich zwei Glocken aus Stahl und eine kleine Glocke aus Bronze von 1864 im Turm. Die Orgel wurde zwischen 1865 und 1869 durch den Orgelbaumeister Carl Eduard Schubert gebaut, in den 1980er Jahren erhielt diese eine umfassende Sanierung.
Mit dem Bau und Eröffnung der Schmalspurbahn Wilischthal–Thum erhielt Herold mit den Stationen „Unter-“, „Mittel-“ und „Oberherold“ Eisenbahnanschluss. Oberherold war bis 1906 Ausgangspunkt einer Stichstrecke nach Ehrenfriedersdorf, am 4. Mai 1942 erfolgte die Umbenennung in „Herold (Erzgeb)“. Am 29. Mai 1972 wurde der Betrieb auf dieser Strecke eingestellt, die Gleisanlagen später rückgebaut. In Oberherold existieren von baulichen Anlagen noch Empfangsgebäude, Güterschuppen, Lokschuppen und ein hölzerner Freiabtritt. Die „IG Schmalspurbahn Thumer Netz“ e. V. bemüht sich um den Erhalt dieser Zeitzeugen.
Zum 1. Januar 1999 erfolgte der Zusammenschluss der bis dahin eigenständigen Gemeinden Herold und Jahnsbach mit der Stadt Thum.

## Entwicklung der Einwohnerzahl
| Jahr | Einwohnerzahl                                     |
| ---- | ------------------------------------------------- |
| 1551 | 12 besessene Mann, 39 Inwohner                    |
| 1764 | 12 besessene Mann, 7 Gärtner, 13 Häusler, 3 Hufen |
| 1834 | 479                                               |
| 1871 | 802                                               |
| 1890 | 1566                                              |

| Jahr | Einwohnerzahl |
| ---- | ------------- |
| 1910 | 1738          |
| 1925 | 1687          |
| 1939 | 1872          |
| 1946 | 1896          |
| 1950 | 2070          |

| Jahr | Einwohnerzahl |
| ---- | ------------- |
| 1964 | 1855          |
| 1990 | 1443          |
| 1998 | 1362          |

## Persönlichkeiten
- Richard Barth (1883–?), Pädagoge, Hochschullehrer der Deutschen Christen und NSDAP-Mitglied
- Karl Hans Pollmer (1911–1987), Pfarrer, Mundartdichter und Heimatforscher
- Edgar Barth (1917–1965), Rennfahrer
- Rebekka Haase (* 1993), deutsche Leichtathletin
- Erik Löser (* 1999), deutscher Ringer